# Чебышёв, Пётр Афанасьевич
Пётр Афанасьевич Чебышёв (1 [13] марта 1821, Козельский уезд, Калужская губерния — 29 января [10 февраля] 1891, Козельский уезд, Калужская губерния) — вице-адмирал, участник Севастопольской обороны в Крымской войне. Прадед мемуаристки Т. А. Аксаковой-Сиверс.

## Биография
Родился в дворянской семье Чебышёвых; отец — небогатый помещик Афанасий Андреевич (1777—1826), женившийся на дочери сенатора Н. П. Кожина, Александре Николаевне (1789—1858). В семье ещё было 3 дочери и два сына: Анна, Мария, Евдокия, Николай и Алексей).
Пётр Афанасьевич Чебышёв образование начал получать в 1831 году в Морском кадетском корпусе, однако, до завершения полного курса наук, в 1838 году был переведён унтер-офицером 3-го класса в Корпус морской артиллерии и назначен в Черноморский флот.
В 1839 году за отличие при занятии местечка Субаши, у абхазских берегов, произведён в юнкера. Крейсируя у тех же берегов, Чебышёв, за отличие в действиях против горцев, был произведён 6 марта 1840 года в прапорщики морской артиллерии, а 6 декабря того же года переименован в мичманы.
С этого времени и до 1856 года он служил в Черноморском флоте и в 1854—1855 годах состоял в гарнизоне Севастополя на 4-м бастионе и при морской батарее № 10. Во время Севастопольской обороны он был контужен и два раза ранен в голову и за отличия получил ордена Святой Анны 3-й степени и Святого Станислава 2-й степени с мечами (в 1856 году), а также золотую саблю с надписью «За храбрость» (20 сентября 1855 года) и произведён в капитан-лейтенанты. 26 ноября 1856 года за проведение 18 полугодовых морских кампаний награждён орденом Святого Георгия 4-й степени (№ 10 022 по кавалерскому списку Григоровича — Степанова).
В 1856—1860 годах он состоял при Кронштадтском порте, командовал корветом «Буйвол», с 1858 года — корветом «Медведь» (в Средиземном море). В это время он перевёз свою семью во Францию.
В 1860 году награждён орденом Святой Анны 2-й степени с мечами. В 1861—1863 годах Чебышёв командовал корветом «Богатырь» в Тихом океане; в 1862 году произведён в капитаны 2-го ранга и назначен начальником отряда судов, находившихся в Китайском и Японском морях, а в конце 1863 года, во время похода к берегам Америки в составе эскадры под флагом контр-адмирала А. А. Попова, был переведён на службу в Санкт-Петербург, куда из Парижа вернулась и жена с дочерьми.
В 1866 году произведён в капитаны 1-го ранга, командовал парусно-винтовым кораблем «Цесаревич». В 1872 году Чебышёв был назначен командиром 6-го флотского экипажа, в 1878 году — произведён в контр-адмиралы и послан был в Свеаборг для командования гарнизоном и артиллерией Свеаборгских укреплений, а в 1881 году — назначен младшим флагманом Балтийского флота.
В 1882—1884 годах он начальствовал отрядом судов в греческих водах, в 1885 году — зачислен по флоту, 13 апреля 1886 года произведён в вице-адмиралы, а 9 марта 1890 года, по случаю 50-летнего юбилея, получил орден Святого Владимира 2-й степени.
Скончался 29 января (10 февраля) 1891 года в своём имении Аладино.

## Семья
В 1847 году женился на дочери генерал-лейтенанта флота Григория Афанасьевича Польского, Юлии Григорьевне. У них родились дочери Александра (1848—1919) и Валентина. Александра Петровна — бабушка Т. А. Аксаковой-Сиверс; Валентина Петровна — мать флотского лейтенанта А. П. Штера.